# حارثة بن نعمان
از صحابی محمد، پیامبر اسلام و از انصار و قبیلهٔ خزرج بود. در همهٔ غزوات پیامبر همراه او بود و در زمان خلافت معاویه بن ابی‌سفیان درگذشت. خانه‌های او در مدینه در نزدیکی خانه‌های پیامبر بود. هنگامی که فاطمه زهرا از علی و پیامبر درخواست خانه‌ای نزدیک به پیامبر کرد، پیامبر گفت که از حارثه حیا می‌کند که به‌خاطر ما خانه‌هایش را در اختیار ما گذاشت. اما حارثه یکی از خانه‌هایش را به زوج جوان بخشید.